# Nekrolog 1495
Nekrolog
◄◄
| ◄
| 1491
| 1492
| 1493
| 1494
| 1495 | 1496 | 1497 | 1498 | 1499 | ► | ►►
Weitere Ereignisse | Allgemeiner Nekrolog 1495
Die Beschreibung der verstorbenen Person sollte so kurz wie möglich gehalten sein und nur deren signifikante Tätigkeit(en) enthalten.
Neue Namen ggf. auch unter dem Geburts- und Sterbedatum, also etwa unter 1. Januar und im Geburts- und Sterbejahr (2024) eintragen (nur bei entsprechender großer Wichtigkeit). Für Beispiele siehe die schon vorhandenen Artikel.
Außerdem über die fünf zuletzt Verstorbenen, zu denen es einen ausreichend guten Artikel für eine Präsentation auf der Hauptseite gibt, nach der todesbedingten Überarbeitung der Artikel ggf. auch unter Wikipedia Diskussion:Hauptseite informieren und sie am besten auch in den anderen Wikipedia-Sprachversionen eintragen. Tipp: Regelmäßig bei news.google.de nach „ist tot“, „gestorben“ oder „verstorben“ suchen.
Wenn eine Person gestorben ist, gibt es viele Seiten zu dieser Person in der Wikipedia, die davon auch betroffen sind und entsprechend aktualisiert werden müssen. Beispiele: Namenübersichtsseite, Geburtsjahr, Geburtsort-Seiten und viele mehr.
Wie finde ich die betroffenen Seiten?
Im Suchfeld auf der linken Seite gibt man den Suchbegriff so ein: „Vorname Nachname“. Dann klickt man auf Volltext und alle Seiten mit entsprechendem Suchtext werden aufgerufen. Hier sieht man dann schnell, wo auch das Todesjahr Sinn macht oder sogar ein Teil des Artikels angepasst werden muss. Auch hilft das „Werkzeug“ auf der linken Seite sehr gut, um solche Seiten aufzufinden: „Links auf diese Seite“. Somit ist die Wikipedia wieder aktuell in allen Bereichen! Hinweis: bei Eintragung der Kategorie „Gestorben JAHR“ wird der Missbrauchsfilter 49 ausgelöst, was jedoch nicht schlimm ist. Siehe: Spezial:Missbrauchsfilter/49
Dies ist eine Liste von im Jahr 1495 verstorbenen bekannten Persönlichkeiten. Die Einträge erfolgen innerhalb der einzelnen Daten alphabetisch sortiert. Tiere sind im Nekrolog für Tiere zu finden.

## Januar
| Tag        | Name                      | Beruf, bekannt als | Alter | Beleg |
| ---------- | ------------------------- | --- | ----- | ----- |
| 11. Januar | Pedro González de Mendoza | spanischer Kardinal und Staatsmann                                                                                                  | 66    |       |
| 21. Januar | Madeleine de France       | französische Prinzessin und Regentin des Königreichs Navarra während der Minderjährigkeit ihrer Kinder, Franz Phoebus und Katharina | 51    |       |
| 21. Januar | Engelhard von Neipperg    | Reichsritter |       |       |

## Februar
| Tag         | Name                | Beruf, bekannt als                                                                   | Alter | Beleg |
| ----------- | ------------------- | ------------------------------------------------------------------------------------ | ----- | ----- |
| 5. Februar  | Johannes Frauenburg | Schulmeister, Stadtschreiber (Kanzleivorsteher), Ratsherr und Schöffe, Bürgermeister |       |       |
| 10. Februar | William Stanley     | englischer Ritter und Feldherr der Rosenkriege                                       |       |       |
| 16. Februar | Janusz II.          | Herzog von Masowien                                                                  |       |       |
| 25. Februar | Cem Sultan          | türkischer Prinz, Sultan und Dichter                                                 | 35    |       |
| 26. Februar | Siegmund            | Markgraf von Brandenburg-Kulmbach                                                    | 26    |       |

## März
| Tag      | Name                | Beruf, bekannt als                                                    | Alter | Beleg |
| -------- | ------------------- | --------------------------------------------------------------------- | ----- | ----- |
| 5. März  | Friedrich III.      | Herzog von Braunschweig-Lüneburg                                      |       |       |
| 6. März  | Johann II.          | Herzog von Liegnitz                                                   |       |       |
| 9. März  | Barbara Edelpöck    | Geliebte und Lebensgefährtin des ungarischen Königs Matthias Corvinus |       |       |
| 14. März | Ulrich II. Pernauer | Stiftspropst von Berchtesgaden                                        |       |       |

## April
| Tag       | Name                       | Beruf, bekannt als                  | Alter | Beleg |
| --------- | -------------------------- | ----------------------------------- | ----- | ----- |
| 14. April | Johann Lebrade             | Ratssekretär der Hansestadt Lübeck  |       |       |
| 25. April | Elisabeth von Waldeck      | Äbtissin des Frauenstifts Kaufungen |       |       |
| 29. April | Rudolf II. von Scherenberg | Fürstbischof von Würzburg           |       |       |

## Mai
| Tag     | Name               | Beruf, bekannt als                          | Alter | Beleg |
| ------- | ------------------ | ------------------------------------------- | ----- | ----- |
| 2. Mai  | Georg Altdorfer    | deutscher Geistlicher, Bischof von Chiemsee |       |       |
| 23. Mai | Guillaume Gouffier | französischer Adliger                       |       |       |
| 31. Mai | Cecily Neville     | Duchess of York                             | 80    |       |

## Juni
| Tag      | Name                   | Beruf, bekannt als                    | Alter | Beleg |
| -------- | ---------------------- | ------------------------------------- | ----- | ----- |
| 18. Juni | Johannes von Bärenfels | Politiker und Bürgermeister von Basel |       |       |
| 29. Juni | Antoine Champion       | Bischof von Mondovì und Genf          |       |       |

## Juli
| Tag      | Name                           | Beruf, bekannt als                  | Alter | Beleg |
| -------- | ------------------------------ | ----------------------------------- | ----- | ----- |
| 3. Juli  | Sigmund II. von Hollenegg      | Salzburger Erzbischof               |       |       |
| 6. Juli  | Rodolfo Gonzaga di Castiglione | italienischer Adliger,              | 43    |       |
| 14. Juli | Sixtus von Tannberg            | deutscher Fürstbischof von Freising |       |       |

## August
| Tag        | Name            | Beruf, bekannt als     | Alter | Beleg |
| ---------- | --------------- | ---------------------- | ----- | ----- |
| 27. August | Maria Branković | Prinzessin von Serbien |       |       |

## September
| Tag           | Name            | Beruf, bekannt als                                       | Alter | Beleg |
| ------------- | --------------- | -------------------------------------------------------- | ----- | ----- |
| 18. September | Johann Testede  | Kaufmann und Ratsherr der Hansestadt Lübeck              |       |       |
| 21. September | Antoine de Croÿ | Bischof von Thérouanne                                   |       |       |
| 21. September | Otto Ernst      | deutscher Patrizier, Stiftskanoniker und Kirchenrechtler |       |       |
| 24. September | Johann Valke    | Domherr in Münster                                       |       |       |

## Oktober
| Tag         | Name                                  | Beruf, bekannt als                     | Alter | Beleg |
| ----------- | ------------------------------------- | -------------------------------------- | ----- | ----- |
| 14. Oktober | Otto IV.                              | Graf von Waldeck zu Landau (1459–1495) |       |       |
| 25. Oktober | Johann II.                            | König von Portugal                     | 40    |       |
| 30. Oktober | François de Bourbon, comte de Vendôme | Graf                                   |       |       |
| 31. Oktober | Wenzeslaus Brack                      | Frühhumanist und Wörterbuchautor       |       |       |

## November
| Tag          | Name                              | Beruf, bekannt als                                                                                             | Alter | Beleg |
| ------------ | --------------------------------- | --- | ----- | ----- |
| 14. November | Nikolaus von Siegen               | Benediktinermönch, Geschichtsschreiber und Chronist                                                            |       |       |
| 25. November | Dorothea von Brandenburg-Kulmbach | Königin von Dänemark, Norwegen und Schweden sowie Herzogin von Schleswig und Holstein und Gräfin von Oldenburg |       |       |
| 29. November | Gabriel Biel                      | deutscher scholastischer Philosoph                                                                             |       |       |

## Dezember
| Tag          | Name                             | Beruf, bekannt als                   | Alter | Beleg |
| ------------ | -------------------------------- | ------------------------------------ | ----- | ----- |
| 6. Dezember  | Jakob Sprenger                   | Koautor von Hexenhammer              |       |       |
| 7. Dezember  | Rupert Keutzl                    | Abt des Stiftes St. Peter            |       |       |
| 18. Dezember | Alfons II.                       | König von Neapel                     | 47    |       |
| 26. Dezember | Jasper Tudor, 1. Duke of Bedford | Herzog von Bedford, Earl of Pembroke |       |       |
| Dezember     | Stephan von Neidenburg           | Bischof von Kulm                     |       |       |

## Datum unbekannt
| Tag | Name                            | Beruf, bekannt als                                | Alter | Beleg |
| --- | ------------------------------- | ------------------------------------------------- | ----- | ----- |
|     | Mose Capsali                    | Oberrabbiner von Istanbul                         |       |       |
|     | Johann Hirtz                    | Jurist, Ratsherr und Bürgermeister der Stadt Köln |       |       |
|     | Oswald Holzach                  | Basler Kaufmann und Politiker                     |       |       |
|     | Michael Hüngerlin               | Bürgermeister der Reichsstadt Heilbronn           |       |       |
|     | La Sen Thai Puvanart            | König von Lan Chang                               |       |       |
|     | Matteo di Giovanni              | italienischer Maler                               |       |       |
|     | John Stewart, 1. Earl of Lennox | schottischer Adliger                              |       |       |
|     | Cosmè Tura                      | italienischer Maler der Renaissance               |       |       |
|     | Gottschalk Zelion-Brandis       | Bürgermeister der Stadt Werl                      |       |       |